# Krzyż wilamowski
Krzyż wilamowski  jest częścią stroju wilamowskiego. Krzyżyk ten przypinany był do korali. Korali noszono przeważnie 5 sznurków, zaś przy tym najdłuższym, dolnym czerwoną kokardką przywiązywany był właśnie ten równoramienny srebrny krzyż wielkości 4–6 cm. z insygniami Męki Pańskiej i monogramami wyrytymi po jednej stronie, którą na wierzchu nosiły panny oraz cierniową koroną i napisem INRI z drugiej strony – noszonej wierzchem przez mężatki.